# Milana Star

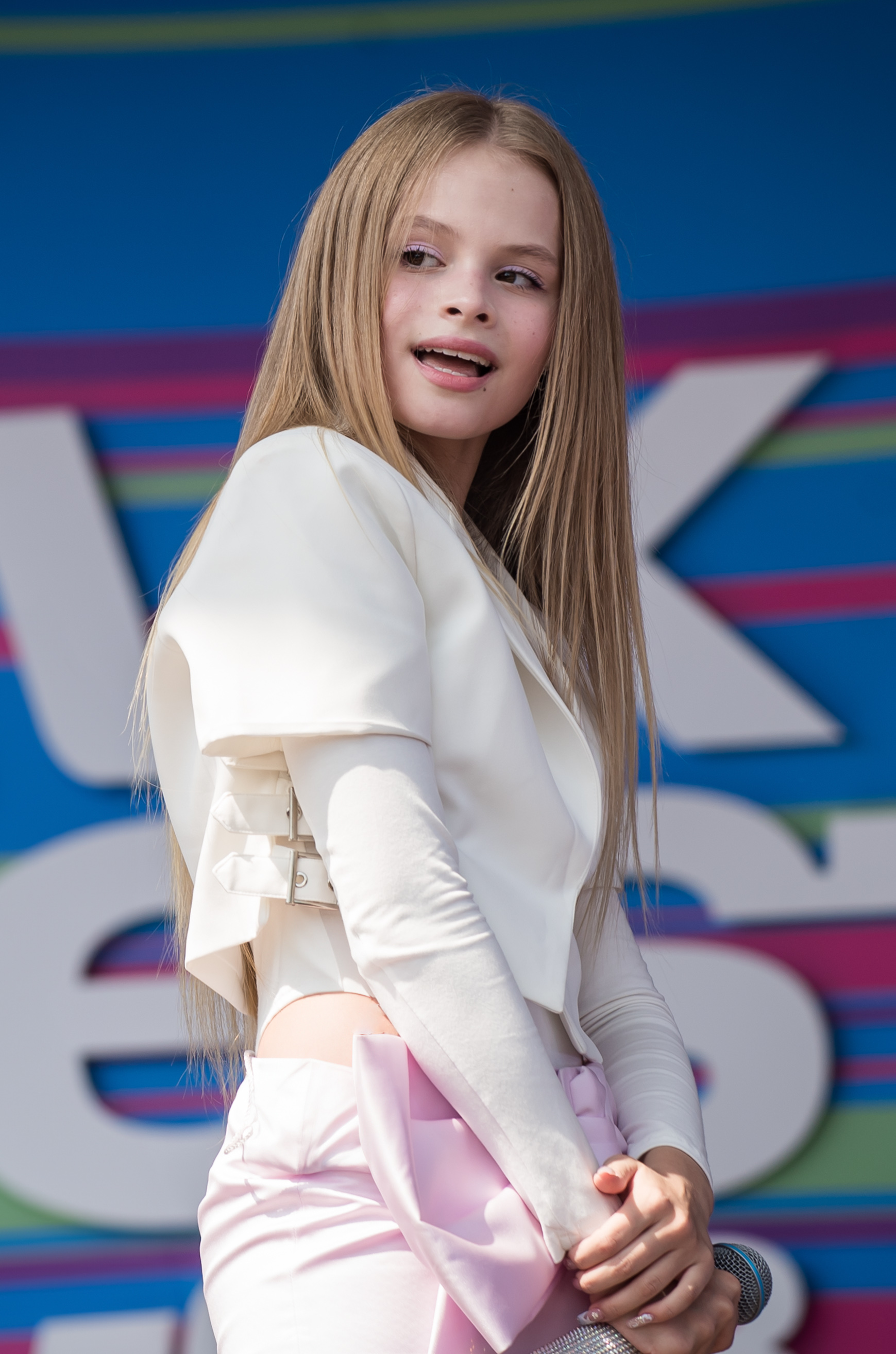
Milana Star на VK Fest 2023

Milana Star или просто Мила́на (настоящее имя — Мила́на Вита́льевна Маирко, род. 17 февраля 2010, Москва) — российская певица и видеоблогер.

## Биография
Отец — актёр и ведущий Виталий Гогунский.
Мать — Ирина Маирко, на то время не была женой Виталия Гогунского.
Занималась вокалом в мастерской эстрадного искусства Аллы Пугачёвой. По состоянию на осень 2018 года занимается у Михаила Гребенщикова. Кумир Миланы — Майкл Джексон.
В 2014 и 2016 годах выступала на телешоу «Один в один!». В 2014 году выступала только один раз вместе с папой — в образе Ани Лорак пела с ним песню «Зеркала» Григория Лепса и Ани Лорак.
30 августа 2017 года у неё вышел первый клип — на песню «Малявка» (музыка Михаила Гребенщикова, слова Марии Маханько). За первые три недели его посмотрели на «YouTube» почти 2 миллиона раз.
В этом же году Милана выложила клипы на песни «А мне», «Пати мама».
1 сентября 2017 года Милана пошла в школу.
В том же году выступала на концерте «Он и она» в Сочи перед 12 тысячами зрителей (с песней «Однажды в декабре»).
В 2018 году познакомилась с Миланой Филимоновой, Лизой Анохиной. В 2018 году выступала с песней «Малявка» на проекте Максима Галкина «Лучше всех» (Первый канал).
27 октября 2018 года выступала с песней на показе бренда детской и подростковой одежды STILNYASHKA (в рамках «Недели моды 2018» в Москве).
В 2020 году Милана выложила клипы «Мама, это круто», «Тик Ток», «Посмотри, ма», «Зажигай», «Орлёнок». 29 февраля 2020 года у Миланы был сольный концерт в «Вегас Сити Холле» в Крокус-Сити в Москве, озаглавленный «Не малявка».

## Шоу Миланы: «МилаМания»
| «МилаМания» | «МилаМания»                            | «МилаМания»    |
| №           | Гости.                                 | Дата           |
| ----------- | -------------------------------------- | -------------- |
| 1           | Ярослава Дегтярёва и Милана Филимонова | 14 марта 2021  |
| 2           | Настя Кош и Милана Хаметова            | 28 марта 2021  |
| 3           | Арина Данилова и AMIR                  | 11 апреля 2021 |
| 4           | Лиза Анохина и Мария OMG               | 25 апреля 2021 |
| 5           | Alenka Star Be и Ярослава Боерова      | 16 мая 2021    |

## Дискография

### Синглы
| Год  | Название                           | Чарты                           | Чарты                   | Примечания     |
| Год  | Название                           | СНГ                             | СНГ                     | Примечания     |
| Год  | Название                           | TopHit Top Radio & YouTube Hits | TopHit Top YouTube Hits | Примечания     |
| ---- | ---------------------------------- | ------------------------------- | ----------------------- | -------------- |
| 2017 | «Малявка»                          | 80                              | 7                       | цифровой сингл |
| 2017 | «А мне»                            | —                               | —                       | цифровой сингл |
| 2017 | «Пати мама»                        | —                               | —                       | цифровой сингл |
| 2018 | «Я — Милана»                       | —                               | —                       | цифровой сингл |
| 2018 | «Я такая в маму»                   | —                               | —                       | цифровой сингл |
| 2018 | «Лучшая подруга»                   | —                               | —                       | цифровой сингл |
| 2019 | «Мой бизнес»                       | —                               | —                       | цифровой сингл |
| 2019 | «На максималках»                   | —                               | —                       | цифровой сингл |
| 2019 | «Мальчишки»                        | —                               | —                       | цифровой сингл |
| 2019 | «Я выбрала тебя» (feat. Мама)      | —                               | —                       | цифровой сингл |
| 2019 | «Новогодняя» (с Денисом Буниным)   | —                               | —                       | цифровой сингл |
| 2020 | «Мама это круто»                   | —                               | —                       | цифровой сингл |
| 2020 | «Tik Tok»                          | —                               | —                       | цифровой сингл |
| 2020 | «Посмотри ма»                      | —                               | —                       | цифровой сингл |
| 2020 | «Зажигай»                          | —                               | —                       | цифровой сингл |
| 2020 | «Спасибо, мам» (с Денисом Буниным) | —                               | —                       | цифровой сингл |
| 2020 | «Сладкоежка» (с Vitamin’ом T)      | —                               | —                       | цифровой сингл |
| 2020 | «ДЭНС ДЭНС ДЭНС»                   | —                               | —                       | цифровой сингл |
| 2021 | «Ухтышка»                          | —                               | —                       | цифровой сингл |
| 2021 | «Каша»                             | —                               | —                       | цифровой сингл |
| 2021 | «Нечего надеть»                    | —                               | —                       | цифровой сингл |
| 2021 | «Лойс»(с Миланой Филимоновой)      | —                               | —                       | цифровой сингл |
| 2021 | «Ми ми ми»                         | —                               | —                       | цифровой сингл |
| 2022 | «Обнимашки»                        | —                               | —                       | цифровой сингл |
| 2022 | «ЛП» (с Миланой Хаметовой)         | —                               | —                       | цифровой сингл |
| 2022 | «Маленькие девочки» (с Chris Yank) | —                               | —                       | цифровой сингл |
| 2023 | «Barbie»                           | —                               | —                       | цифровой сингл |
| 2023 | «Я Милана»(ремейк)                 | ⠀⠀—                             | ⠀⠀—                     | цифровой сингл |
| 2023 | «Плачу»                            | —                               | —                       | цифровой сингл |
| 2023 | «Снова-снова»(с Amirchik)          | ⠀⠀—                             | ⠀⠀—                     | цифровой сингл |
| 2023 | «В танце»                          | ⠀⠀—                             | ⠀⠀—                     | цифровой сингл |
| 2023 | «Втрескалась»                      | ⠀⠀—                             | ⠀⠀—                     | цифровой сингл |
| 2024 | «Жадина»                           | ⠀⠀—                             | ⠀⠀—                     | цифровой сингл |
| 2024 | «Всё из-за тебя»                   | ⠀⠀—                             | ⠀⠀—                     | цифровой сингл |
| 2024 | «Стрелочки»                        | ⠀⠀—                             | ⠀⠀—                     | цифровой сингл |
| 2024 | «Девочка из сказки»                | ⠀⠀—                             | ⠀⠀—                     | цифровой сингл |

### Альбомы для караоке
| Год  | Альбом                                                                        |
| ---- | ----------------------------------------------------------------------------- |
| 2019 | «Зажигаем в караоке!» - Дата выхода: 6 февраля 2019 - Лейбл: Music 2 Business |

## Премии и номинации
| Год  | Премия                          | Категория                             | Результат | Ист.          |
| ---- | ------------------------------- | ------------------------------------- | --------- | ------------- |
| 2020 | Nickelodeon Kids’ Choice Awards | Любимый российский музыкальный блогер | Номинация | [ 69 ] [ 70 ] |
| 2021 | «Девичник Teens Awards 2021»    | Блогер года                           | Победа    | [ 71 ]        |